# クレイジー・フォー・ユー
『クレイジー・フォー・ユー』（Crazy for You）は、過去のミュージカル作品『Girl Crazy』を基にした1992年製作のタップダンス・ミュージカル・コメディ。ジョージ・ガーシュウィンの楽曲にスーザン・ストローマンが振り付けをしている。最優秀作品・衣裳・振付の3部門でトニー賞を受賞した。
本作品が誕生した時期のブロードウェイでは低予算の作品が主流だったが、『クレイジー・フォー・ユー』の製作費は750万ドルに及び、制作費が巨大であったことも話題となった。

## あらすじ
舞台は1930年代のニューヨーク。銀行の跡取り息子のボビーは母親の命令で、砂漠の町の劇場を差し押さえに行くが、そこで出会った娘ポリーに一目惚れする。ところが彼女は、差し押さえる劇場のオーナーの娘であり、あっけなく振られてしまった。
そこで彼は大物プロデューサーのザングラーになりすまし、町の人たちと協力してショーを成功させて劇場を救い、ポリーを振り向かせようとする作戦に出るが、ポリーはボビーが化けたザングラーに夢中になってしまう。さらにそこへ本物のザングラーが現れる。

## ミュージカル・ナンバー

### 第1幕
- Overture
- K-ra-zy for You
- I Can't Be Bothered Now
- Bidin' My Time
- Things Are Looking Up
- Could You Use Me
- Shall We Dance?
- Entrance to Nevada
- Someone to Watch Over Me
- Slap That Bass
- Embraceable You
- Tonight's the Night
- I Got Rhythm

### 第2幕
- Entr'acte
- The Real American Folk Song Is a Rag
- What Causes That?
- Naughty Baby
- Stiff Upper Lip
- They Can't Take That Away from Me
- But Not For Me
- New York Interlude (Concerto in F)
- Nice Work If You Can Get It
- Bidin' My Time (French Reprise)
- Things Are Looking Up (Reprise)
- Finale

## スタッフ
- プロデューサー： ロジャー・ホーチョウ、エリザベス・ウィリアムズ
- 作詞・作曲： ジョージ・ガーシュウィン、アイラ・ガーシュウィン
- 台本： ケン・ルドウィッグ
- 振付： スーザン・ストローマン
- 演出： マイク・オクレント
- 音楽監督： ポール・ジェミニャーニ
- 装置デザイン： ロビン・ワグナー
- 衣裳デザイン： ウィリアム・アイヴィー・ロング
- 照明デザイン： ポール・ガロ

## オリジナル・ブロードウェイ版
1992年2月19日に開演。1996年1月7日に千秋楽を迎えた。
- ボビー・チャイルド - ハリー・グローナー（英語版）
- ポリー・ベイカー - ジョディ・ベンソン

## 日本での公演
日本では劇団四季により東京都で1993年に初演された。

### 日本でのスタッフ
通常四季のミュージカルは、代表の浅利慶太や劇団文芸部が訳詞をつけるが、本作はガーシュウィン愛好者であるイラストレーター・和田誠に一部委嘱した。オリジナルでふんだんに使われている韻の世界を損なうことなく、独自の歌詞を作り出した。
- 日本語訳：和田誠、高橋由美子
- 日本語台詞：高橋由美子
- 日本語版演出：浅利慶太
- 演出・振付：古澤勇（スーパーバイザー）
- 美術：土屋茂昭（スーパーバイザー）
- 照明：沢田祐二（スーパーバイザー）
- 音楽進行：鎮守めぐみ

演奏
- オーケストラ指揮：上垣聡、新井義輝

他劇団四季芸術部の者

### 日本でのキャスト
- ボビー・チャイルド - 加藤敬二・荒川務・田邊真也・松島勇気・萩原隆匡・斎藤洋一郎
- ポリー・ベーカー - 保坂知寿・山崎佳美・志村幸美・濱田めぐみ・石川ちひろ・樋口麻美・木村花代・石塚智子・秋夢子・宮田愛・岡村美南・町真理子・相原萌

### 日本での公演記録
- 1994年5月26日 - 大阪, 近鉄劇場　再演
- 1997年6月26日 - 大阪, MBS劇場
- 2005年11月5日 - 神奈川, 全国公演スタート
- 2006年1月31日 - 和歌山, 全国公演千秋楽
- 2006年2月17日 - 東京, 東京公演初日（JR東日本アートセンター四季劇場［秋］）
- 2006年7月9日 - 東京, 東京公演千秋楽
- 2006年10月21日 - 京都, 京都公演初日（京都劇場）
- 2010年2月6日 -　東京、四季劇場[秋]
- 2010年4月1日 -　福岡、福岡シティ劇場
- 2010年7月30日 -　京都、京都劇場
- 2023年4月～7月 -　神奈川,再演[1]
- 2023年8月26日 -　全国公演

### 2000年の福岡公演
2000年の劇団四季福岡公演では、公演期間の途中より平日の公演時に、役者によるパフォーマンスが開演前のロビーで行なわれた。本公演の前の福岡シティ劇場における公演、『夢から醒めた夢』のロビーパフォーマンスが好評だったこと、また、本公演の集客率がいま一つだったこと、さらに福岡シティ劇場が構造的にパフォーマンスをする広さの余裕があったこと、などが影響を与えたと思われる。このパフォーマンスの開催中は、開演の直前まで時間の許す限り、ファンからのサインの求めに出演者は応じていた。パフォーマンスの種類は、役者が劇中の登場人物としてロビーを散歩する、喫茶コーナーにて休憩をとる（アイリーン、エベレット）、また入場時に挨拶をする（ザングラー）、ロビーの一角でダンスを披露する、など。